# Exército de Redenção Popular
Exército de Redenção Popular ou Exército Popular de Redenção (em inglês:  People's Redemption Army, PRA) é um grupo rebelde de Uganda cuja existência é contestada. O governo de Uganda afirmou sua existência por vários anos, embora ocasionalmente tenha chamado o grupo rebelde de "dormente". O grupo rebelde é supostamente baseado no leste da República Democrática do Congo, fundado por oficiais renegados do exército ugandense e estimado (em 2004) possuir cerca de 2.000 rebeldes. Em dezembro de 2004, o exército ugandense enviou tropas ao longo da fronteira com a República Democrática do Congo, afirmando que o grupo rebelde estava se preparando para atacar Uganda. 
O líder do principal partido de oposição Fórum para a Mudança Democrática (FDC) e principal candidato à presidência nas eleições de 2006, Kizza Besigye, foi preso em 14 de novembro de 2005, acusado de ser o "líder político do Exército de Redenção Popular", o que resultou em manifestações e tumultos violentos em seu apoio. Besigye negou qualquer vínculo com o Exército de Redenção Popular e acusou o governo de engendrar o grupo rebelde. 
Em 9 de novembro de 2005, o Representante Especial da ONU na República Democrática do Congo, William Lacy Swing, implicou o Exército de Redenção Popular como um dos grupos armados estrangeiros que operavam no leste do Congo.  O Fórum para a Mudança Democrática então fez uma petição à ONU, protestando contra a declaração. Um representante do partido afirma: "A declaração de Swing, que alega a existência de um movimento rebelde sombrio, causou consternação e preocupação generalizada, até mesmo antipatia em relação às Nações Unidas, entre o povo de Uganda", e acrescentou que "especificamente, o povo ugandense gostaria de saber a força, a localização, a liderança e os financiadores do Exército de Redenção Popular, se de fato tal grupo existe". 
Em abril de 2006, o presidente ruandês, Paul Kagame, disse que muito se falou sobre o Exército de Redenção Popular e suas ligações com Ruanda, porém o grupo é fictício e uma criação do governo de Uganda. 